# Beton-Bazoches
Beton-Bazoches és un municipi francès, situat al departament del Sena i Marne i a la regió d'Illa de França. L'any 2007 tenia 755 habitants.
Forma part del cantó de Provins, del districte de Provins i de la Comunitat de comunes del Provinois.

## Demografia

### Població
El 2007 la població de fet de Beton-Bazoches era de 755 persones. Hi havia 293 famílies, de les quals 95 eren unipersonals (55 homes vivint sols i 40 dones vivint soles), 67 parelles sense fills, 107 parelles amb fills i 24 famílies monoparentals amb fills.
La població ha evolucionat segons el següent gràfic:
Habitants censats

### Habitatges
El 2007 hi havia 380 habitatges, 309 eren l'habitatge principal de la família, 31 eren segones residències i 40 estaven desocupats. 307 eren cases i 50 eren apartaments. Dels 309 habitatges principals, 229 estaven ocupats pels seus propietaris, 75 estaven llogats i ocupats pels llogaters i 5 estaven cedits a títol gratuït; 3 tenien una cambra, 31 en tenien dues, 53 en tenien tres, 72 en tenien quatre i 150 en tenien cinc o més. 230 habitatges disposaven pel capbaix d'una plaça de pàrquing. A 145 habitatges hi havia un automòbil i a 129 n'hi havia dos o més.

### Piràmide de població
La piràmide de població per edats i sexe el 2009 era:
| Homes | Edats   | Dones |
| ----- | ------- | ----- |
| 0     | 95 o +  | 0     |
| 0     | 90 a 94 | 4     |
| 4     | 85 a 89 | 8     |
| 12    | 80 a 84 | 0     |
| 8     | 75 a 79 | 12    |
| 20    | 70 a 74 | 28    |
| 16    | 65 a 69 | 20    |
| 16    | 60 a 64 | 24    |
| 24    | 55 a 59 | 16    |
| 8     | 50 a 54 | 16    |
| 36    | 45 a 49 | 16    |
| 24    | 40 a 44 | 36    |
| 40    | 35 a 39 | 24    |
| 8     | 30 a 34 | 20    |
| 24    | 25 a 29 | 8     |
| 32    | 20 a 24 | 24    |
| 28    | 15 a 19 | 24    |
| 56    | 10 a 14 | 40    |
| 32    | 5 a 9   | 16    |
| 8     | 0 a 4   | 16    |

## Economia
El 2007 la població en edat de treballar era de 474 persones, 363 eren actives i 111 eren inactives. De les 363 persones actives 331 estaven ocupades (189 homes i 142 dones) i 33 estaven aturades (15 homes i 18 dones). De les 111 persones inactives 34 estaven jubilades, 44 estaven estudiant i 33 estaven classificades com a «altres inactius».

### Ingressos
El 2009 a Beton-Bazoches hi havia 309 unitats fiscals que integraven 781,5 persones, la mediana anual d'ingressos fiscals per persona era de 17.269 €.

### Activitats econòmiques
Dels 45 establiments que hi havia el 2007, 1 era d'una empresa alimentària, 1 d'una empresa de fabricació d'altres productes industrials, 11 d'empreses de construcció, 10 d'empreses de comerç i reparació d'automòbils, 3 d'empreses de transport, 4 d'empreses d'hostatgeria i restauració, 1 d'una empresa d'informació i comunicació, 2 d'empreses financeres, 1 d'una empresa immobiliària, 6 d'empreses de serveis, 3 d'entitats de l'administració pública i 2 d'empreses classificades com a «altres activitats de serveis».
Dels 20 establiments de servei als particulars que hi havia el 2009, 1 era una oficina de correu, 1 una oficina bancària, 2 tallers de reparació d'automòbils i de material agrícola, 6 paletes, 1 guixaire pintor, 2 fusteries, 2 electricistes, 2 perruqueries, 2 restaurants i 1 agència immobiliària.
Dels 3 establiments comercials que hi havia el 2009, 1 era una botiga de més de 120 m², 1 una botiga de menys de 120 m² i 1 una fleca.
L'any 2000 a Beton-Bazoches hi havia 14 explotacions agrícoles que ocupaven un total de 1.265 hectàrees.

## Equipaments sanitaris i escolars
L'únic equipament sanitari que hi havia el 2009 era una farmàcia.
El 2009 hi havia una escola elemental integrada dins d'un grup escolar amb les comunes properes formant una escola dispersa.

## Poblacions més properes
El següent diagrama mostra les poblacions més properes.